# Vinnare och förlorare
Vinnare & förlorare är en svensk film från 2005 i regi av Kjell Sundvall.

## Handling
Travkusken Fredrik är ensamstående pappa till unga Magda. Han kämpar för att bli framgångsrik men försummar sin dotter som ofta följer med farmor till bingohallen. I bingohallen jobbar singeltjejen Helena och Magda blir förtjust i Helenas labrador. Magda och Helena blir kompisar och en dag får också Fredrik träffa henne.

## Om filmen
Filmen är bland annat inspelad på travbanan Solvalla i Bromma. Fotograf var Göran Hallberg.

## Rollista (i urval)
- Frida Hallgren - Helena
- Daniel Gustavsson - Fredrik
- Märta Ferm - Magda
- Mona Malm - Farmor
- Daniela Svensson - Lotta, Fredriks kollega
- Samuli Edelmann - Flottis, Fredriks kollega
- Leif Andrée - Martin, Fredriks före detta kollega
- Björn Bengtsson - Chef för bingohallen
- Peter Viitanen - Hundvakt
- Sven Melander - Travexpert
- Magnus Härenstam - Programledare Jeopardy!

## Musik i filmen
- Can't Take My Eyes Off You (Du är så underbart rar), kompositör och text Bob Crewe och Bob Gaudio, svensk text Börje Carlsson och Seth Neuman
- Cycles (Nyanser), kompositör och text Gayle Caldwell, svensk text Svante Thuresson, sång Svante Thuresson
- Om du nånsin kommer fram till Samarkand', kompositör och text Thorstein Bergman
- Elusive Butterfly (Kärlekens fjäril), kompositör och text Bob Lind, svensk text Thorstein Bergman, sång Svante Thuresson
- I'll Be Your Baby Tonight (Jag ska' vara hos dig ikväll) , kompositör och text Bob Dylan, svensk text Svante Thuresson, sång Svante Thuresson
- I Wanna Live (Leva mitt liv), kompositör och text John D. Loudermilk, svensk text Margot Borgström, sång Svante Thuresson
- Du är en vårvind i april, kompositör Staffan Ehrling, text Bo-Göran Edling, sång Svante Thuresson
- Leather and Peace, kompositör och text Mikael Frithiof
- Champagnegalop (Champagnegalopp), kompositör Hans Christian Lumbye
- Music Supervisor (musikansvarig) var Markus Bergkvist